# Anolis lemurinus
Espèce
Synonymes
- Norops lemurinus (Cope, 1861)
- Anolis palpebrosus Peters, 1874

Anolis lemurinus est une espèce de sauriens de la famille des Dactyloidae.

## Répartition
Cette espèce se rencontre en Hidalgo, au Veracruz, au Yucatán et au Chiapas au Mexique, au Belize, au Guatemala, au Honduras, au Salvador, au Honduras, au Nicaragua, au Costa Rica, au Panama et en Colombie.

## Publication originale
- Cope, 1861 : Notes and descriptions of anoles. Proceedings of the Academy of Natural Sciences of Philadelphia, vol. 13, p. 208-215 (texte intégral).